# Saint-Côme-d'Olt
Saint-Côme-d'Olt är en kommun i departementet Aveyron i regionen Occitanien i södra Frankrike. Kommunen ligger  i kantonen Espalion som ligger i arrondissementet Rodez. År 2022 hade Saint-Côme-d'Olt 1 446 invånare.

## Befolkningsutveckling
Antalet invånare i kommunen Saint-Côme-d'Olt
Referens: INSEE